# Vieux, Calvados

Vieux este o comună în departamentul Calvados, Franța. În 1 ianuarie 2022 avea o populație de 710 de locuitori.